# 木村繁 (作曲家)
木村 繁（きむら しげし、1908年5月29日 - 1985年）は、昭和時代日本の作曲家、音楽研究者。
青森県出身。兄は作曲家・民俗音楽収集家の木村弦三。

## 来歴
1908年（明治41年）、弘前市に生まれる。東奥義塾再興後の1回生であり、1933年（昭和8年）に法政大学英文科を卒業した後は小松耕輔、近衛秀麿らの師事を仰ぐ。
1947年（昭和22年）から1969年（昭和44年）まで県立弘前高校の音楽教諭を務める傍ら津軽地方の民謡を採譜・収集し、その成果を合唱曲「津軽の旋律」として1958年（昭和33年）に陸奥新報社より刊行した。作曲家としては元青森県副知事の横山武夫が作詞したものが多く、2代目「青森市民歌」をはじめ県内各地の校歌を数多く手掛けている。
県立弘前高校を定年退職した後は、青森中央短期大学学長に就任した。1985年（昭和60年）死去。享年78。

## 著書
- 『流れのまゝに わが作曲の回想』（1974年、北の街社） NCID BA40814871

## 作品
- 合唱曲「津軽の旋律」（1958年）

### 自治体歌
- 青森市民歌（2代目、1957年）
- 板柳町民歌「知恵と大和」（1975年）